# Неровецький Олександр Інокентійович
Олександр Інокентійович Неровецький (17 березня 1884 , Черкаси, Київська губернія  — 31 грудня 1950 , Київ )  — радянський учений, фахівець у галузі будівельного виробництва, дійсний член Академії архітектури УРСР.

## Біографія
Народився в Черкасах 17 березня 1884 року в родині земського лікаря і вчительки. В 1901 році закінчив Черкаську гімназію з золотою медаллю і в тому ж році вступив до Київського університету на математичний факультет. Навесні 1902 року був відрахований звідти за участь у студентських заворушеннях проти поліцейського режиму в університеті. Восени цього ж року витримав конкурсний екзамен до Київського політехнічного інституту на інженерно-будівельне відділення, яке закінчив у 1907 році з дипломом 1-го ступеня і званням інженера-будівельника.
Починав свою трудову діяльність (1907—1911) по службі шляху і будівель Московсько-Києво-Воронезької залізниці помічником і начальником дільниці шляху, згодом працював на будівництві нових ліній залізниць Московсько-Києво-Воронезької і Владикавказької начальником дільниці, начальником будівництва кесонних мостів. Під керівництвом Неровецького виконані наступні будови:
- будівництво Льговського вузла Московсько-Воронезької і Північно-Донецької залізниці вартістю 4 мільйони карбованців (1911—1912) з вокзалом, депо, майстернями, рядом житлових будинків, двома мостами, шляхопроводом через ряд станційних шляхів, водопровідним переходом під річкою, укладкою колій сортувальної станції;
- будівництво п'яти великих кесонних і на опускних колодязях мостів через Десну в Чернігові та біля села Вітемлі, через Сіверський Донець, через річки Куму і Підкумок, а також 20 середніх і малих залізничних мостів і труб, п'ять дерев'яних мостів, всього 30 різних мостів;
- побудовано більше 100 км залізничних колій, 5 вокзалів і станцій.

У 1922—1924 рр. працював заступником довіреного Чернігівського відділу тресту Дніпроліс, а потім помічником директора тресту Чернігівліс і завідував губернською будівельною Конторою Чернігівського Губраднаргоспу.
У 1924—1925 рр. працював заступником директора Донецького відділу тресту Укрдержбуд в Артемівську. Відповідав за будівництво промислових, шахтних і цивільних будівель і споруд у промислових районах Донбасу і Придніпров'я. Під його керівництвом були заново відбудовані шахти в Горлівці, Микитівці, Мушкетові, Чулковці, Щербинівці.
У 1926 р. призначений завідуючим будівельним бюро і головним інженером Всеукраїнського акціонерного товариства будівельної індустрії «Індубуд», в якому він створив проектне бюро.
У серпні і вересні 1926 р. був відряджений за кордон, відвідав Берлін і Гамбург для ознайомлення із методами організації та веи. дення будівництва та проведення переговорів з іноземними фірмами та інженерами. У 1926 р. призначений заступником технічного директора тресту Індубуд.
У квітні і травні 1927 р. відвідав Лейпциг, Франкфурт, Дюссельдорф, Дрезден для купівлі обладнання та розміщення замовлень на його виготовлення. Після повернення з-за кордону обраний членом Правління товариства Індубуд і призначений технічним директором. Організував проектний відділ, за його ініціативи при Індубуді був створений перший Український науково-дослідний інститут споруд.
За його керівництва розробляли і втілювали в життя нові ефективні будівельні конструкції та вироби. Найважливішим результатом його досліджень стало впровадження швидкісних методів будівництва. Вперше у світі було розроблено технічні умови на виробництво будівельних та спеціальних робіт у зимовий період. Також очолював «Укрдержбуд», «Південномонтажбуд», «Укрбудоб'єднання» та інші. Брав участь у будівництві і реконструкції великих промислових об'єктів України:
- реконструкція Дніпропетровського, Дніпродзержинського, Єнакієвського, Ворошиловського і Макіївського металургійних заводів, Одеської і Новобаварської текстильних фабрик;
- будівництво Дніпропетровського, Дніпродзержинського, Макієвського, Ворошиловського коксохімічних заводів, Нікопольського трубопрокатного, турбіно-генераторного, станкобудівельного, Краматорського машинобудівельного, Київської кінофабрики, Ворошиловоградського паровозобудівельного, Пантелеймонівського вогнетривкого заводів, Веселоподільського цукрового заводу, швейної і взуттєвої фабрик у Києві, взуттєвої фабрики в Одесі, понад 15 поліклінік і лікарень, Центральний поштамт, тракторний, турбінний і станкобудівельний заводи, клуб будівельників у Харкові, велика кількість житлових будинків, в тому числі крупноблочних;
- збудований продовольчий і військовий пункт в Ромодані, електростанція в Лубнах, 5 клубів і до 50 житлових будинків на Донбасі.

У 1934—1941 рр. видав в Харкові декілька фундаментальних праць по передовим методах в організації будівництва і його індустріалізації. В 1939 р. Неровецькому присвоєно звання професора, в 1941 р. він обраний членом-кореспондентом Академії архітектури СРСР.
Після відвоювання Києва в листопаді 1943 року радянськими військами брав участь у роботі комісії по визначенню першочергових робіт з відбудови міста. Давав конкретні рекомендації для зміцнення будівельних конструкцій, в результаті чого вдалося зберегти для подальшої експлуатації багато житлових будинків.
У 1945 році обраний дійсним членом Академії архітектури УРСР. Під час своєї роботи в Академії керував Редакційно-видавничою радою, був обраний керівником відділу будівельних наук та директором інституту будівельної техніки. Крім того, він керував багатьма іншими структурними елементами Академії архітектури УРСР. Згодом був обраний віце-президентом Академії архітектури УРСР.
Був відзначений орденом «Знак Пошани» і медаллю «За доблесну працю у Великій Вітчизняній війні 1941—1945 рр.».

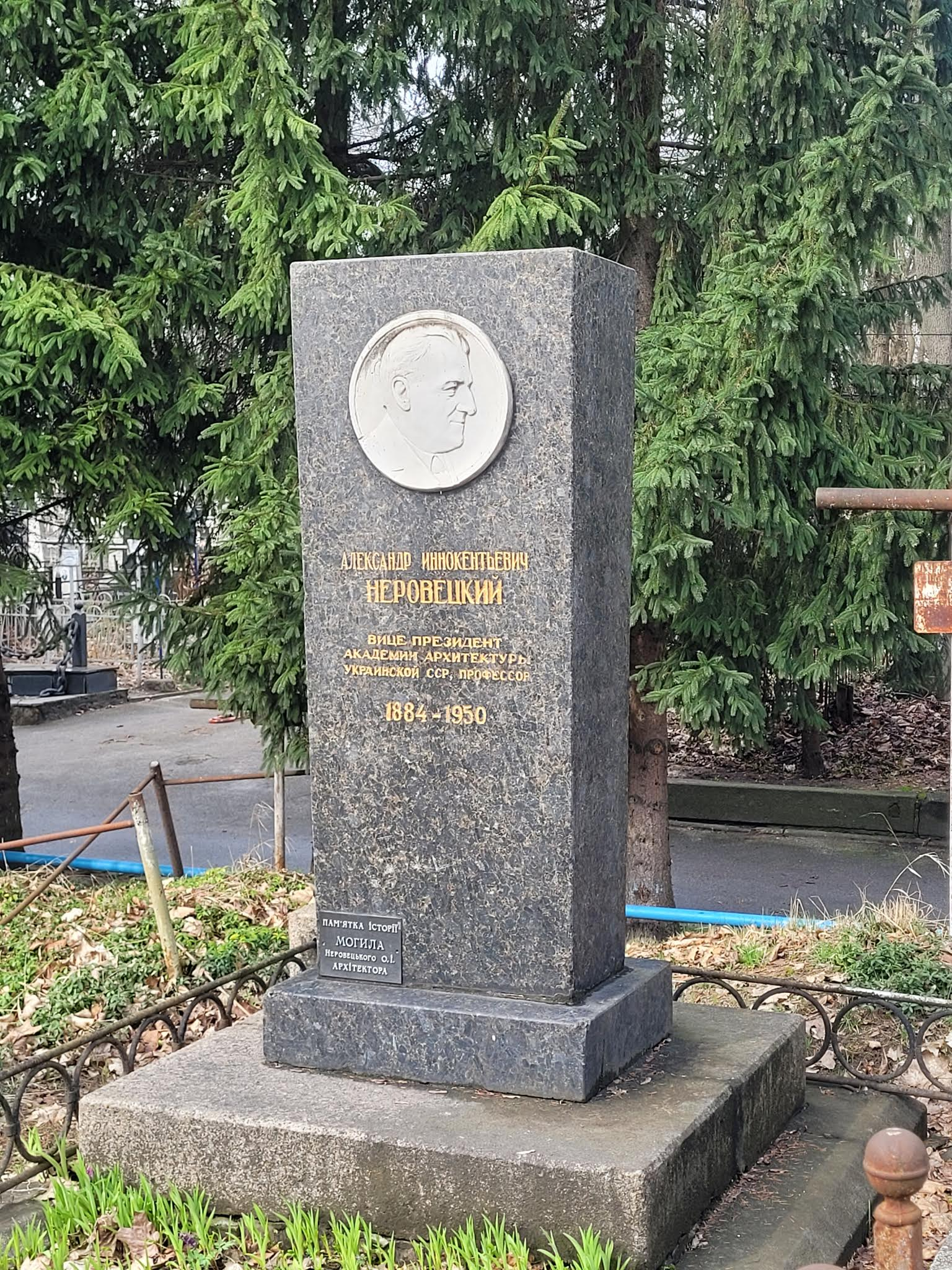
Могила О. І. Неровецького

31 грудня 1950 року Олександр Інокентійович помер після тяжкої хвороби. Похований у Києві на Лук'янівському кладовищі (ділянка № 9-А, ряд 3, місце 16). На могилі прямокутна стела, барельєф із білого мармуру.

## Наукова і педагогічна діяльність
Олександр Неровецький поєднував роботу будівельника, вченого, педагога і громадського діяча. Він був першим головою Українського республіканського наукового інженерно-технічного товариства (з 1935 року).
Керував кафедрою будівельного виробництва в Українській Промисловій академії в Харкові (1931—1934), завідував такою ж кафедрою у Харківському інженерно-будівельному інституті (1934—1941), Магнітогорському гірничо-металургійному інституті (1942—1944), і в Київському інженерно-будівельному інституті (1944—1950).
У 1936  -1939 рр. — директор Українського науково-дослідного інституту споруд і будівельних матеріалів у Харкові.

### Праці
Неровецький — автор ряду праць та перших підручників з технології і організації будівництва.
Серед них:
- «Основи будівельного виробництва», т. 1, Харків — Київ. 1934;
- «Швидкісне будівництво», 1939;
- «Будівельне виробництво», 1941;
- «Завдання індустріалізації житлового будівництва на Україні», 1948;
- «Основи організації та економіки будівництва», ч. 1, Київ — Львів, 1948 та ряду інших.

Він є автором понад 300 наукових праць.